# Thần ưng California
Thần ưng California (tên khoa học: Gymnogyps californianus) là một loài chim thuộc họ Kền kền. Trước đây phổ biến rộng tại khu vực miền núi tại miền tây Bắc Mỹ. Nó là loài chim lớn nhất Bắc Mỹ. Loài này sinh sống ở phía bắc Arizona và nam Utah (bao gồm cả khu vực Grand Canyon và vườn quốc gia Zion), dãy núi ven biển miền trung và miền nam California, và phía bắc Baja California. Mặc dù các thành viên hóa thạch khác được biết đến, đó là thành viên duy nhất còn sót của chi Gymnogyps.
Bộ lông có màu đen với những mảng trắng trên mặt dưới của cánh và đầu phần lớn là hói, có màu da khác nhau, từ màu xám trên chim non đến màu vàng và màu cam sáng đối với con chim trưởng thành mùa sinh sản. Sải cánh của nó rất lớn dài đến 3,0 m (9,8 ft) là sải cánh lớn nhất trong số các loài chim Bắc Mỹ, và trọng lượng của nó lên đến 12 kg (26 lb) làm cho nó gần như bằng loài thiên nga kèn, lớn nhất trong số các loài chim bản địa Bắc Mỹ. Thần ưng California là một loài nhặt rác và ăn một lượng lớn xác chết thối. Đây là một trong những loài chim sống thọ nhất thế giới, với tuổi thọ lên đến 60 năm. 
Số lượng đã đáng kể giảm trong thế kỷ 20 do săn bắt trộm, nhiễm độc chì, và phá hủy môi trường sống. Một kế hoạch bảo tồn đã được đưa ra bởi chính phủ Hoa Kỳ đã dẫn đến việc bắt giữ của tất cả 22 kền hoang dã còn lại vào năm 1987. Những con chim còn sống sót được nuôi và cho sinh sản tại công viên Safari sở thú San Diego và sở thú Los Angeles. Số lượng đã tăng qua nuôi sinh sản và, bắt đầu vào năm 1991, nó đã được đưa trở lại vào tự nhiên. Thần ưng California là một trong những loài chim hiếm nhất trên thế giới: tính đến tháng 5 năm 2012, số lượng được biết đến là 405 cá thể, bao gồm 226 sống trong tự nhiên và 179 trong điều kiện nuôi nhốt Loài thần ưng California có tầm quan trọng đối với nhiều nhóm người Mỹ bản địa và đóng một vai trò quan trọng trong một số huyền thoại truyền thống của họ.